# Eleftherios Poupakis
Eleftherios Poupakis (28 de fevereiro de 1946) é um ex-futebolista profissional grego que atuava como goleiro.

## Carreira
Eleftherios Poupakis defendeu a Seleção Grega de Futebol, na histórica presença na Euro 1980.

## Ligações Externas
- Perfil em Fifa.com (em inglês)